# Sénéchaussées de l'Anjou
L'Anjou est divisée en plusieurs sénéchaussées ou bailliages, regroupées sous le nom de "Sénéchaussées de l'Anjou" ou "Bailliages de l'Anjou". Elles étaient dirigées par un sénéchal de l'Anjou.

Sénéchaussées de l'Anjou au XVIIIe siècle.
(cliquez pour agrandir)

## Présentation générale
Listes des sénéchaussées principales de l'Anjou (ou bailliages principaux), suivis du nombre de députés à élire, et sénéchaussées secondaires dépendantes de la sénéchaussée principale d'Angers.
Les sénéchaux angevins eurent également la charge de sénéchal de la province du Maine et administrèrent la sénéchaussées du Maine durant la majeure partie du Moyen Âge. Les sénéchaux portaient alors le titre de sénéchal d'Anjou et du Maine.

### Sénéchaussées principales
- Sénéchaussée principale d'Angers, 16 députés ;
- Sénéchaussée de Loudun, 4 députés ;
- Sénéchaussée de Saumur, 4 députés.

### Sénéchaussées secondaires
- Sénéchaussée de Baugé ;
- Sénéchaussée de Beaufort ;
- Sénéchaussée de Château-Gontier ;
- Sénéchaussée de La Flèche.